# Dinastia arranxaíquida
Os arranxaíquidas (em armênio/arménio:  Առանշահիկներ), também dinastia Arrã-Xaique ou dinastia de Arranxá, foram uma família real principesca armênia nas ascares de Utique e Artsaque da Grande Armênia, bem como na Albânia, patrocinada pela Grande Armênia. De acordo com a história tradicional armênia, da obra História do País de Aluanque de Moisés de Dascurã, Arrã, filho de um descendente de Sisaque, o ancestral dos Siuni, é considerado seu fundador. Segundo Moisés de Corene, a dinastia foi fundada pelo rei armênio Valarsaces I.
Após a abolição do reino armênio Arsácida, os arranxaíquidas declararam sua dinastia real. Já a partir do século VI, os arranxaíquidas são lembrados como “surpreendidos pelo rei”. Entre os arranxaíquidas, Vache II participou na revolta de Vardanes II de 450-451. A região da Albânia experimentou um boom econômico, político e cultural durante o reinado do parente de Vache II, Vachagã III (r. 485–523). O governo deste último também se estendeu às terras da Albânia.
No início do século VII, a dinastia iraniana Mirrânida mudou-se para o sul do Cáucaso e conspirou para massacrar muitos dos arranxaíquidas, os senhores do gavar de Gardamana em Utique, e assumiu o controle de suas propriedades. Embora os mirrânidas logo tenham aceitado o Cristianismo e assimilados com os armênios, eles não puderam evitar as perseguições dos arranxaíquidas. Javanxir, que foi nomeado iscano e asparapete da Albânia, respeitado pela população armênia da Albânia por sua política, foi vítima da vingança dos arranxaíquidas em 683.
A partir do século XI, dois ramos dos arranxaíquidas travaram uma luta de libertação contra as conquistas árabes nos gavares de Dizaque e Khachen. O primeiro ramo, cuja sede do poder era o Castelo Goroz, criou o reino de Dizaque a partir do século X. O segundo ramo, cujas residências eram Cocanaberde e Handaberde, tornou-se a base da casa principesca de Khachen. A partir das gerações de arranxaíquidas, os melicados Khachen foram formados posteriormente.